# Esferas marcianas

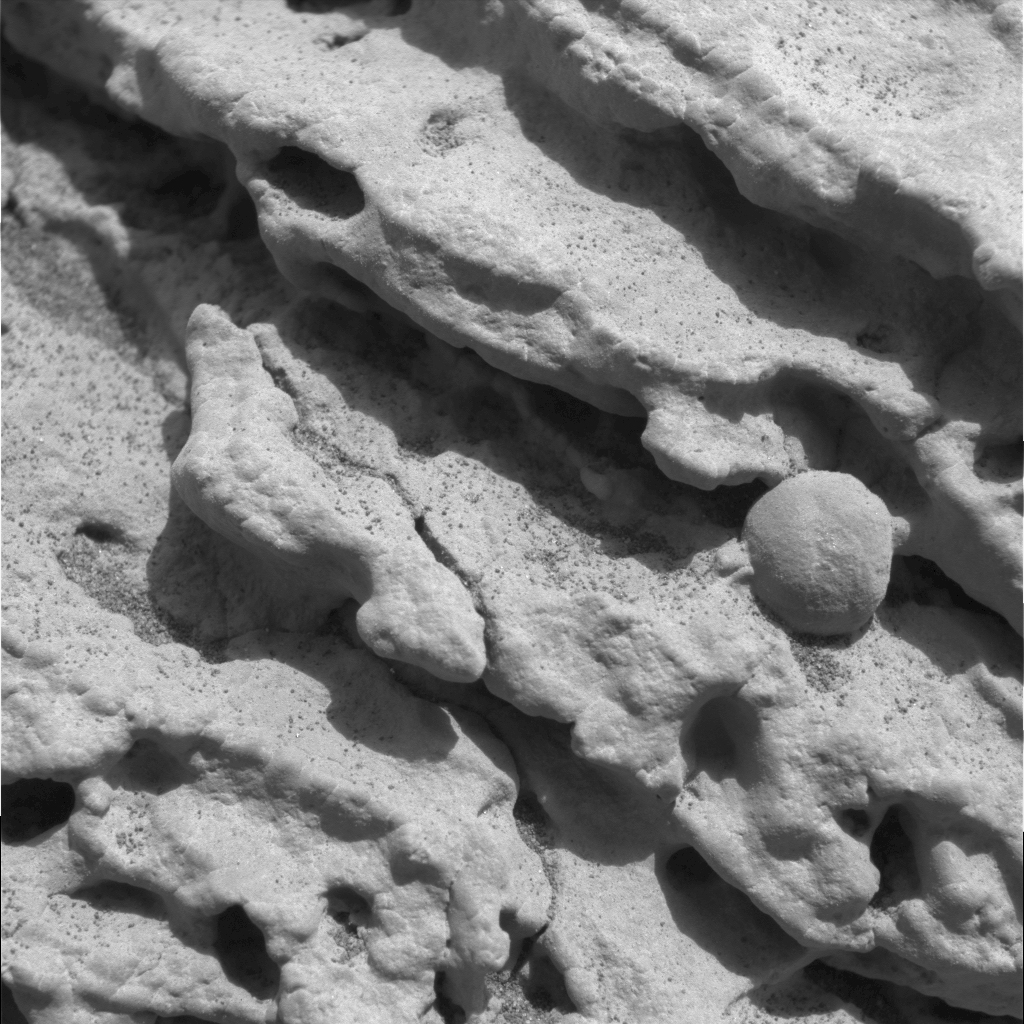
Esférulas ainda em seus estratos originais

As esférulas marcianas, também conhecidas como mirtilos são abundantes esférulas de hematita descobertas pelo veículo marciano Opportunity no Meridiani Planum no planeta Marte. Elas são encontradas in situ junto a matrizes evaporadas de sal de sulfato, ou também soltos na superfície.

## Origem
As formas em si não revelam a origem das partículas com certeza. "Muitos processos geográficos podem resultar em formas arredondadas", de acordo com Dr. Hap McSween, um membro da equipe científica da Opportunity da University of Tennessee, Knoxville.[carece de fontes?] Tais processos incluem acreção subaquática, mas poros aparentes nessas partículas fazem de outras possibilidades alternativas como impactos de meteoros ou erupções vulcânicas alternativas mais viáveis para a origem das esferas, ele disse.
Por exemplo, variando em tamanho de menos de 100 micrômetros a mais de 250 micrômetros, esferas similares foram encontradas em amostras de solo da Lua coletados pela Apollo 12 em Oceanus Procellarum, e Apollo 14 próximo ao Mare Imbrium (Mar das Chuvas), a cratera escura que domina a face da Lua, e suas propriedades eram consistentes com as expectativas para uma criação advinda de impactos de meteoros.

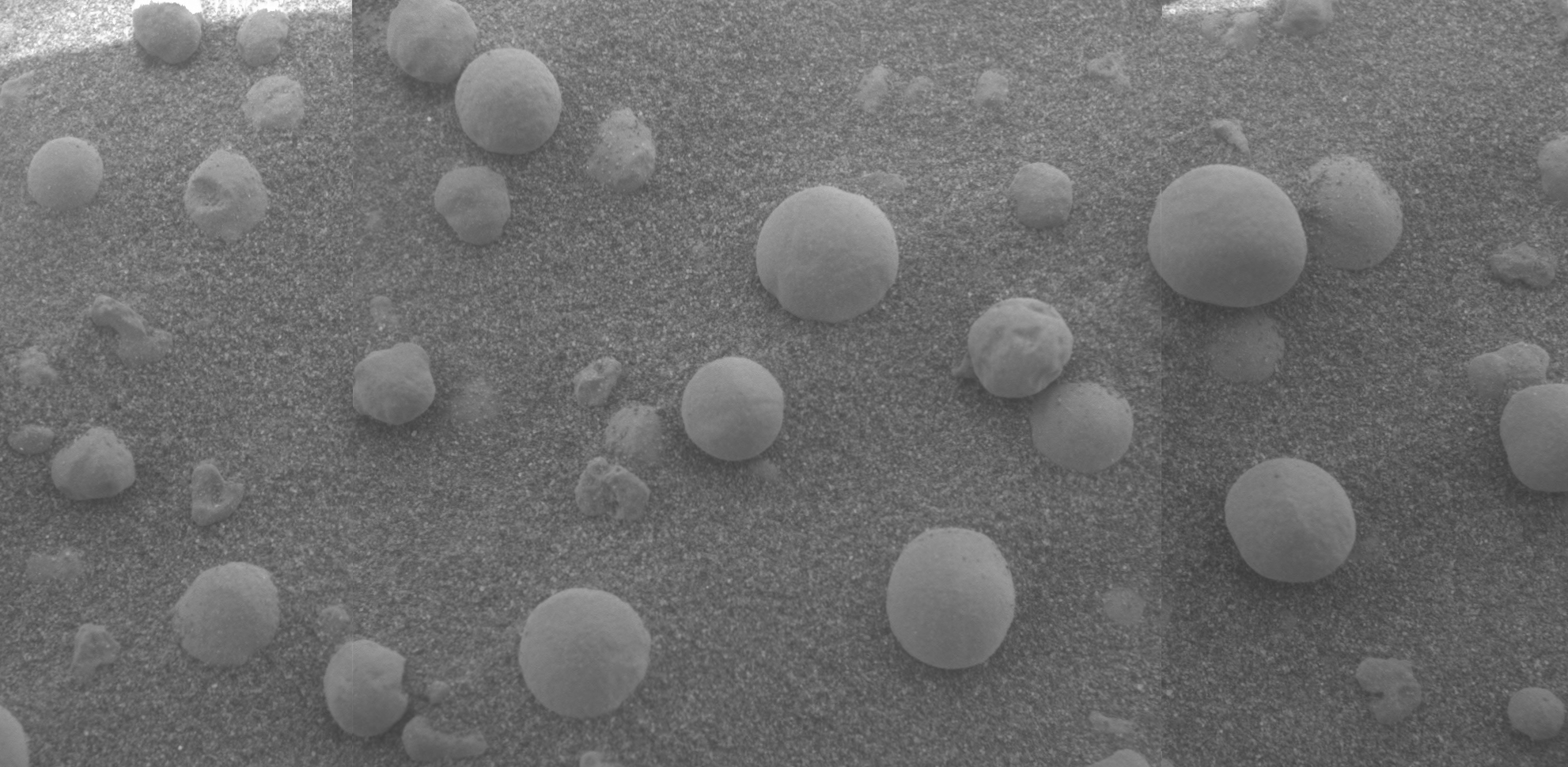
Mosaico exibindo algumas esférulas parcialmente fixas, dispostas em meio a grãos (menores) do solo

"Vemos estes estranhos objetos arredondados os quais chamamos "esferas" presas aos afloramentos, como mirtilos num muffin. O afloramento se erode à medida que sofre a ação dos ventos arenosos e as esferas (que parecem resistir à erosão melhor que o resto do afloramento) se desprendem e rolam encosta abaixo. Estranho." disse Squyres.[carece de fontes?]
As esferas podem ter se formado quando a rocha derretida foi borrifada no ar por um vulcão ou impacto de meteoro. Ou, elas podem ser concreções, ou material acumulado, formados por minerais saindo de uma solução à medida que a água se difundiu através da rocha, ele disse em 9 de fevereiro numa conferência de imprensa.
Não apenas há esferas na superfície de Marte mas elas também são encontradas nas profundezas do solo marciano. A diferença entre estas e as esferas encontradas na superfície era a de que elas possuiam uma superfície bastante brilhante, o que criava intensos brilho e luminosidade que as faziam parecer cintilantes e polidas. Em 2 de março, os cientistas da missão Opportunity relataram que eles concluíram uma pesquisa sobre a distribuição das esferas no leito rochoso. Eles descobriram que as esferas estavam distribuídas de forma uniforme e aleatória dentro das rochas, e não em camadas. Isso corrobora a noção de que elas foram formadas no local onde se encontravam, tendo em vista que suas origens estavam ligadas a atividades vulcânica ou de meteoros poderia-se esperar camadas de esferas como um "registro pontual" para cada evento. Essa observação foi adicionada à lista de evidências para a antiga presença de água nessa rocha, onde especula-se que as esferas tenham se formado.